# Vincent M. Ward
Vincent M. Ward (Dayton (Ohio), 27 januari 1971) is een Amerikaanse acteur. 

## Biografie
Ward doorliep de high school aan de Trotwood-Madison High School in Trotwood. 
Ward begon in 2000 met acteren in de film Traffic, waarna hij nog meerdere rollen speelde in films en televisieseries. Naast het acteren voor televisie is hij ook actief in lokale theaters. 

## Filmografie

### Films
Uitgezonderd korte films.
- 2025 New Jack Fury - als inspecteur Hayes
- 2024 Great White Throne Judgment - als Azreal
- 2024 Seven Cemeteries - als Eugene
- 2024 Bloodline - als mr. Blix
- 2024 Final Heist - als bankbeveiliger
- 2023 The Demons Within - als dr. Fitzgerald
- 2023 Witnessed - als rechercheur arcus Tillman
- 2023 Devilreaux - als baron Devilreaux
- 2023 Aborted Assignment - als Boss Hughes
- 2022 The Switch Up - als Tony
- 2022 Amber Road - als Archie
- 2022 Strawberry Princess - als Walter
- 2022 Composure - als Ed
- 2022 John Wynn's One Hour - als Robert
- 2021 Social Disturbance - als Roddy Masters
- 2021 The Amityville Moon - als luitenant
- 2021 Charming the Hearts of Men - als Squeaky
- 2021 Bearry - als rechercheur Clark
- 2021 Killer Rose - als Al
- 2021 John Wynn's Playhouse - als Derek
- 2021 Don't Shoot the Messenger - als Damien
- 2020 Big Freaking Rat - als Jaeckel
- 2020 The Step Daddy - als Tim / Patrick
- 2020 Charming the Hearts of Men - als Squeaky
- 2020 Booze, Broads and Blackjack - als Tony Raguso
- 2020 Scream Test - als Carter
- 2019 John Wynn's Mirror Mirror - als dr. Roosevelt Jones
- 2019 Nineteen Summers - als oom Clyde
- 2018 Encounter - als Marcus Doyle
- 2018 Redemption Of A Dogg (A Stageplay) - als Big Sauce
- 2018 It's a Date - als Julian Parker
- 2018 The Choir Director - als Dexter
- 2018 John Wynn's Waldons: Pilot - als Rey sr.
- 2017 Death House - als Thile
- 2017 Illicit - als Terrence
- 2017 Michael Jackson: Searching for Neverland - als Jeff Adams
- 2017 2016 - als Otis
- 2017 Message from a Mistress - als bisschop Eric Hall
- 2016 Ulterior Motives: Reality TV Massacre - als Perry LeSale
- 2016 Lost in the Pacific - als Rodman
- 2015 Live Evil - als Sam
- 2014 4Play - als Omar
- 2012 A Beautiful Soul - als Onyx Whitaker
- 2012 The Marriage Lottery - als Rufuss
- 2011 He Who Finds a Wife 2: Thou Shall Not Covet - als Wallace King
- 2010 Ghetto Physics - als pooier
- 2010 Peep Game - als James Hart
- 2009 Robbin' in da Hood - als Cedric
- 2008 Who Killed Bishop Brown - als bisschop Ussiah Brown
- 2008 Get Smart's Bruce and Lloyd Out of Control - als CIA agent
- 2007 Cordially Invited - als Jet Lewis
- 2007 Three Can Play That Game - als jongeman 1
- 2007 All Lies on Me - als Michael 'Mike V' Valascoe
- 2006 18 Fingers of Death! - als grote gespierde man
- 2005 Confessions of a Thug - als mr. Redd Dog
- 2003 Bringing Down the House - als grote mam
- 2001 Ocean's Eleven - als beveiliger met uzi
- 2000 Traffic - als man op straat

### Televisieseries
Uitgezonderd eenmalige gastrollen.
- 2025 Fire - als Bobby - 5 afl.
- 2022-2024 Haus of Vicious - als bisschop - 13 afl.
- 2024 The Family Business - als Cornelius - 3 afl.
- 2023-2024 The Black Hamptons - als Cornelius - 5 afl.
- 2012 The Walking Dead - als Oscar - 7 afl.
- 2008 The Starter Wife - als Bo - 4 afl.
- 2006-2008 Everybody Hates Chris - als bodyguard / buschauffeur - 5 afl.
- 2008 The Middleman - als politieagent - 2 afl.